# Домбрайе, Эдди Лорд
Эдди Лорд Домбрайе (англ. Eddy Lord Dombraye; 11 ноября 1979, Порт-Харкорт, Нигерия) — нигерийский футболист, полузащитник.

## Биография
Начал выступать за клубы из Нигерии, в 1998 году перешёл в польский «Лодзь». Позже играл за «Стомил», ОФК, «Волынь» и «Икву». С 2005 года по 2009 год выступал за клуб «Закарпатье».
В 1999 году выиграл чемпионат Африки среди команд до 19 лет за сборную Нигерии.